# Ohain (Frankrijk)
Ohain is een gemeente in het Franse Noorderdepartement (Frans: département du Nord) (regio Hauts-de-France). De plaats maakt deel uit van het arrondissement Avesnes-sur-Helpe. Ohain telde op 1 januari 2022 1.185 inwoners. De gemeente ligt tegen de Belgische grens.

## Geografie
De oppervlakte van Ohain bedroeg op 1 januari 2022 11,88 vierkante kilometer; de bevolkingsdichtheid was toen 99,7 inwoners per km².
In de gemeente ontspringt de Kleine Helper (Helpe Mineure) en op de grens met het Belgische Momignies ontspringt de Grote Helpe (Helpe Majeure).

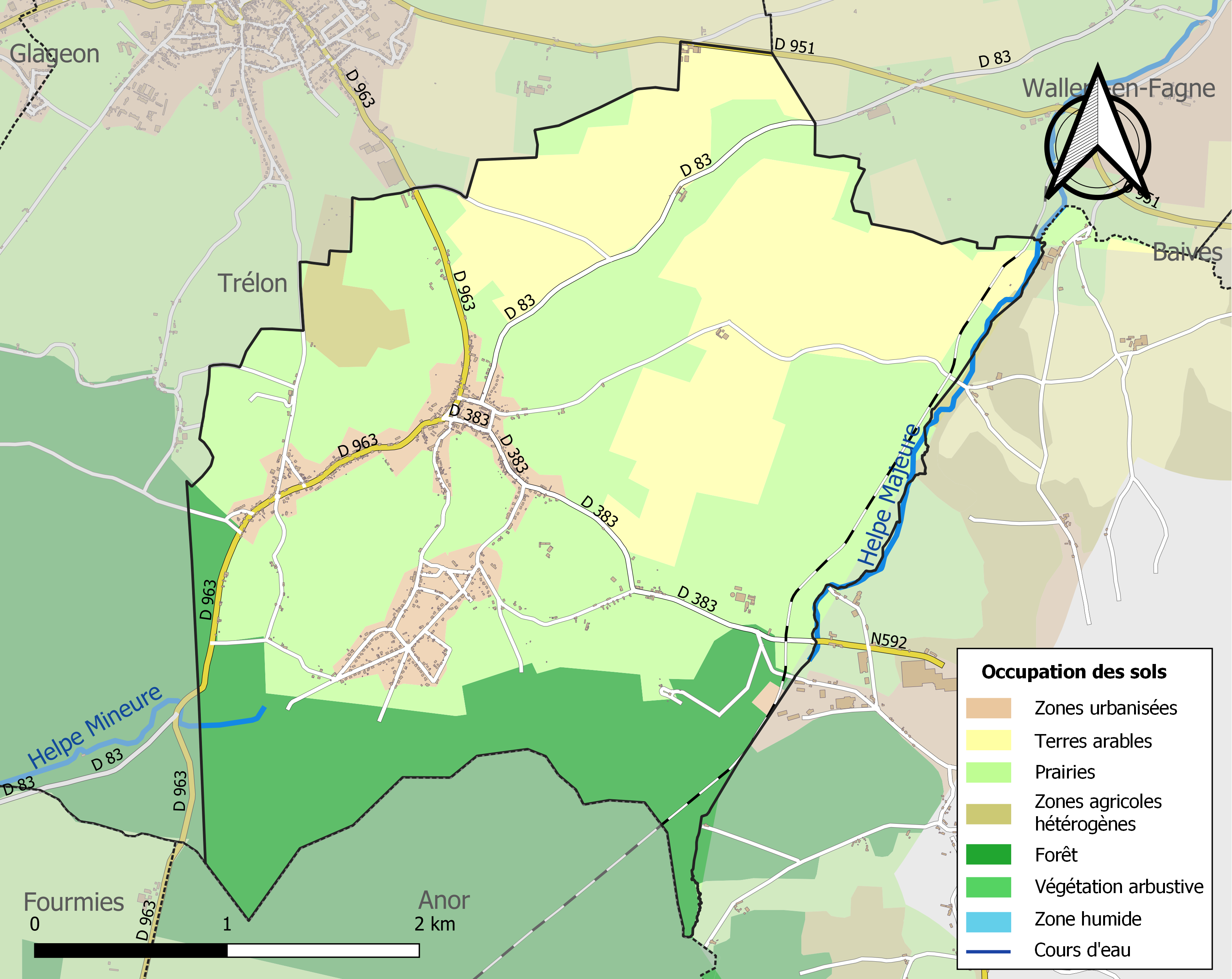
Kaart van de gemeente met belangrijkste infrastructuur, bodemgebruik en omliggende gemeenten

## Geschiedenis
Oude vermeldingen van het dorp dateren uit de 12de eeuw.
Op de 18de-eeuwse Cassinikaart staat de plaats weergegeven als Oain.

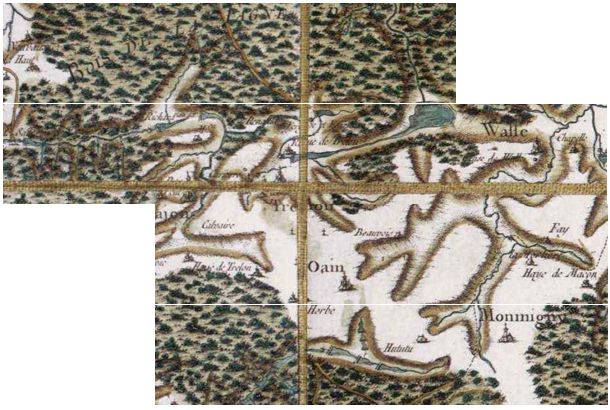
Ohain op de Cassinikaart

## Demografie
Onderstaande figuur toont het verloop van het inwonertal (bron: INSEE-tellingen).

## Bezienswaardigheden
- De Église Saint-Martin uit 1843-1845
- Het orgel in de Église Saint-Martin, van orgelbouwer uit 1885 van orgelbouwer Edouard Delmotte.

## Politiek
Burgemeester van Ohain waren:
- Marcel Bastien
- 1989-2020 : Alain Rattez
- 2020-... : Sylvain Oxoby